# Dolichiulus polyzonus
Dolichiulus polyzonus är en mångfotingart som beskrevs av Carl Graf Attems 1926. Dolichiulus polyzonus ingår i släktet Dolichiulus och familjen kejsardubbelfotingar. Inga underarter finns listade i Catalogue of Life.